# برنجاسف جنوبی
 برنجاسف جنوبی(نام علمی: Artemisia abrotanum) نام یک گونه از سرده درمنه‌ها است.